# Campionato mondiale maschile di pallacanestro 1978
L'VIII edizione del Campionato Mondiale Maschile di Pallacanestro FIBA è stata disputata nelle Filippine dal 1º al 14 ottobre 1978.

## Classifica finale
| Campione del Mondo | Campione del Mondo | Campione del Mondo |
| --- | ------------------ | --- |
| Jugoslavia4 Vilfan, 5 Kićanović, 6 Žižić, 7 Knego, 8 Jerkov, 9 Skroče, 10 Slavnić, 11 Ćosić, 12 Radovanović, 13 Krstulović, 14 Dalipagić, 15 Delibašić, All. Aza Nikolić |                    | |
| Argento | Unione Sovietica   | Unione Sovietica4 Erëmin, 5 Bološev, 6 Lopatov, 7 Žarmuchamedov, 8 Sal'nikov, 9 Jadėška, 10 S. Belov, 11 Tkačenko, 12 Myškin, 13 Jovaiša, 14 Belostennyj, 15 Žigilij, All. Aleksandr Gomel'skij |
| Bronzo | Brasile            | Brasile4 Marcelo, 5 Fausto, 6 Bira, 7 Carioquinha, 8 Hélio Rubens, 9 Marquinhos, 10 Gilson, 11 Marcel, 12 Adilson, 13 Eduardo Agra, 14 Oscar, 15 Robertão, All. Ary Vidal                       |
| 4. | Italia             | Italia4 Caglieris, 5 Iellini, 6 Carraro, 7 Ferracini, 8 Della Fiori, 9 Bariviera, 10 Bonamico, 11 Meneghin, 12 Villalta, 13 Vecchiato, 14 Marzorati, 15 Bertolotti, All. Giancarlo Primo        |
| 5. | Stati Uniti        | Stati Uniti4 Hoffman, 5 D. Jackson, 6 Parker, 7 Delph, 8 Smith, 9 Hall, 10 Drollinger, 11 Schneeberger, 12 M. Jackson, 14 Wansley, 15 Kiffin, All. Bill Oates                                   |
| 6. | Canada             | Canada4 Kelsey, 5 Riley, 6 Ryan, 7 Cassidy, 8 Bishop, 9 Triano, 10 Rautins, 11 Russell, 12 Zoet, 13 Kappos, 14 Quackenbush, 15 Atkin, All. Jack Donohue                                         |
| 7. | Australia          | Australia4 Dalgleish, 5 McLeod, 6 Smyth, 7 Sengstock, 8 Forbes, 9 Blicavs, 10 Maddock, 11 Riddle, 12 Morseu, 13 Walsh, 14 Hodges, 15 Gray, All. Lindsay Gaze                                    |
| 8. | Filippine          | Filippine4 Clariño, 5 Watson, 6 Merced, 7 Israel, 8 Cruz, 9 Lauchengco, 10 Teodoro, 11 Carpio, 12 Castillo, 13 Gozum, 14 Herrera, 15 Yabut, All. Nic Jorge                                      |
| 9. | Cecoslovacchia     | Cecoslovacchia4 Havlík, 5 Petr, 6 Kotleba, 7 Ptáček, 8 Kropilák, 9 Bojanovský, 10 Kos, 11 Pospíšil, 12 Klimeš, 13 Brabenec, 14 Douša, 15 Hraška, All. Pavel Petera                              |
| 10. | Porto Rico         | Porto Rico4 Torres, 5 Quiñones, 6 Rivera, 7 Bermúdez, 8 R. Rodríguez, 9 D. Rodríguez, 10 Olivencia, 11 Santiago, 12 Morales, 13 Villeta, 14 Dalmau, 15 Sewell, All. Víctor Ojeda                |
| 11. | Cina               | Cina4 Zhang W., 5 Wang D., 6 Liu, 7 Chen, 8 Zhang M., 9 Wang Z., 10 He, 11 Kuang, 12 Xing, 13 Ji, 14 Huang, 15 Mu, All. Qian Chenghai                                                           |
| 12. | Rep. Dominicana    | Rep. Dominicana4 Rozón, 5 Taveras, 6 Prince, 7 Mieses, 8 Muñoz, 9 Fradden, 10 Gómez, 11 Jones, 12 Royal, 13 Prats, 14 Leschorn, 15 Pérez, All. Faisal Abel                                      |
| 13. | Corea del Sud      | Corea del Sud4 Kim S., 5 Kim H., 6 Jang, 7 Kim D., 8 Lee, 9 Park Sa., 10 Park Su., 11 Choe, 12 Go, 13 Jeong, 14 Kim I., 15 Kim P., All. Kim Mu-hyeon                                            |
| 14. | Senegal            | Senegal4 A. Diop, 5 Guèye, 6 Toupane, 7 Ndiaye, 8 Faye, 9 Dogue, 10 L. Diop, 11 Diouf, 12 Kaba, 13 B. Diagne, 14 López, 15 A. Diagne, All. Ibrahima Diagne                                      |